# نورا اشهبار
نورا آشهبار (هلندی: [ˈnoːraː ˈɑɕaːbɑr]؛ [۱] زادهٔ ۲۱ ژوئن ۱۹۸۳) حقوقدان، قاضی و سیاستمدار مراکشی ساکن هلند از حزب قرارداد اجتماعی جدید (NSC) است. او بین ژوئیه و نوامبر ۲۰۲۴ به عنوان وزیرمالیه در کابینه اسکوف خدمت کرد. وی پس از درگیریهای نوامبر ۲۰۲۴ در امستردادم در اعتراض به اظهارات نژادپرستانه برخی از سیاستمداران هلندی استعفا داد.

## اوایل زندگی و شغل
در سیدی اسلیمان مراکش به دنیا آمد. پدرش به عنوان کارگر مهمان به هلند نقل مکان کرد و به عنوان آشپز مشغول شد. نورا در مصاحبه ای با Trouw دوران کودکی خود را در فقر توصیف کرد. او به تحصیل در رشته حقوق ادامه داد. به عنوان معاون قاضی، وکیل و دادستان عمومی در لاهه کار کرد. به حزب سیاسی تازه تأسیس قرارداد اجتماعی جدید پیوست و به عنوان کاندیدای مجلس در انتخابات نوامبر ۲۰۲۳ نامزد شد ولی وارد مجلس نشد، زیرا حزب ۲۰ کرسی را به دست آورد. پس از اینکه PVV, VVD, NSC، و BBB کابینه Schoof را تشکیل دادند، در ۲ ژوئیه ۲۰۲۴ به عنوان وزیر مالیه سوگند یاد کرد. کارنامه او شامل پیگیری رسوایی مالی مزایای مراقبت از کودکان هلند است کابینه قصد داشت تا سال ۲۰۲۷ عملیات بازیابی قربانیان این رسوایی را با وجود سرعت پایین روندها به پایان برساند.

## استعفا پس از درگیریهای آمستردام
هنگامی که شورای وزیران در مورد حملات نوامبر ۲۰۲۴ آمستردام در ۱۱ نوامبر بحث کرد، او برخی از اظهارات را نژادپرستانه تلقی کرد و معتقد بود که برخی از اعضای کابینه تعهد ائتلاف به حاکمیت قانون را که در زمان تشکیل کابینه تنظیم شده بود، نقض کردند. او در ۱۵ نوامبر اعلام کرد که از سمت خود استعفا می‌دهد. استعفای او باعث گفتگوهای چدی بین نخست‌وزیر دیک شوف و رهبران چهار حزب ائتلافی شد که در نهایت موافقت کردند که سایر اعضای کابینه شورای امنیت ملی در ادامه حضور داشته باشند.